# Paweł Kieszek
Paweł Kieszek (ur. 16 kwietnia 1984 w Warszawie) – polski piłkarz występujący na pozycji bramkarza w Pogoni Grodzisk Mazowiecki .

## Kariera klubowa
Od początku swojej kariery piłkarskiej związany z warszawską Polonią, zaliczył też krótki epizod w Marymoncie Warszawa. 4 listopada 2003, w wieku 19 lat, zadebiutował w ekstraklasie w barwach Polonii, zastępując Roberta Gubca, w meczu z Odrą Wodzisław Śląski (1:0) i zachował czyste konto. Po dobrym występie do końca rundy nie odstąpił już nikomu miejsca w bramce, zaliczając 6 występów. W następnej rundzie musiał uznać wyższość doświadczonego Artura Sarnata i znów był tylko rezerwowym (zagrał dwa spotkania puszczając 11 bramek). W sezonie 2004/2005 rozegrał tylko 2 mecze ligowe, za to prawie wszystkie pucharowe (7 na 8). Wreszcie, w sezonie 2005/2006, został na stałe pierwszym bramkarzem drużyny z Konwiktorskiej. Zagrał w 16 spotkaniach polonistów rundy jesiennej oraz 5 wiosennej, po czym przeniósł się do Grecji.
W zespole z Aten – AO Egaleo – spędził cały 2006 rok zbierając pochlebne recenzje. Na początku 2007 wrócił do Polonii. Od jesieni 2007 do lata 2010 był związany był z portugalskim SC Braga, przy czym 22 stycznia 2009 na resztę sezonu 2008/2009 został wypożyczony do zespołu Vitória Setúbal. W lipcu 2010 roku Kieszek podpisał czteroletni kontrakt z drużyną FC Porto, gdzie karierę zakończył 36-letni Nuno Espírito Santo. W FC Porto ma pełnić rolę trzeciego bramkarza, po Beto i Heltonie. W drużynie zadebiutował 11 grudnia 2010 w meczu o Puchar Portugalii z Juventude Evora (wygranym 4:0).
Sezon 2011/2012 spędził na wypożyczeniu w holenderskim klubie Roda JC Kerkrade. W sierpniu 2012 roku rozwiązał kontrakt z FC Porto aby następnie związać się dwuletnią umową z Vitórią Setúbal. W czerwcu 2014 roku Kieszek zasilił Kanarki na zasadzie wolnego transferu po tym, jak wygasł jego kontrakt z Vitorią Setubal. W lipcu 2016 związał się dwuletnią umową z Córdoba CF występującą w Segunda División.

## Kariera reprezentacyjna
Kieszek występował w młodzieżowych reprezentacjach Polski (w tym w reprezentacji Polski do lat 21).